# Odysseus’ Heimkehr
Odysseus’ Heimkehr ist der dritte Teil der Tetralogie Homerische Welt des Komponisten August Bungert. 
Dieser verfasste auch das Libretto dazu. Seine Uraufführung erlebte dieses Theaterstück am 12. Dezember 1896 durch Ernst von Schuch an der Hofoper in Dresden. In Bungerts Werkverzeichnis findet sich dieses Werk als „op. 30/3“.

## Handlung

### Vorspiel „Telemachos’ Ausfahrt“
Meeresstrand bei Ithaka
Athene zieht singend vorüber. Um ihrem Vorhaben, Penelopeia zu heiraten bzw. König von Ithaka zu werden, näher zu kommen, planen die Freier gemeinsam die Ermordung von Telemachos, dem Sohn Penelopeias. Auch Hyperion schließt sich diesem Plan nach einigem Zögern an. Mit Hilfe von Eumaios rüstet Telemachos ein Schiff aus, um seinen Vater zu suchen. 

### Erster Akt
Grotte
Odysseus schläft in einer Grotte. Als er erwacht, erkennt er seine Heimat nicht mehr. Da erscheint ihm Athene und nimmt den Zauberbann von ihm und er sieht sich mit Freude und Staunen in seiner nun ihm vertrauten Heimat wieder. Athene bittet Odysseus sehr vorsichtig zu sein und darum verkleidet dieser sich als Bettler. Auf dem Weg zu seinem Palast erkennt er mit Entsetzen, was sich alles verändert hat. Seinem Verwalter Eumaios gegenüber gibt er sich als Bote von Odysseus aus und verlangt zu Penelopeia geführt zu werden. Als Telemachos nun von den Freiern ermordet werden soll, eilt ihm Odysseus zu Hilfe. Zum Entsetzen der Freier verkündet Laertes die bevorstehende Ankunft des Königs von Ithaka – Odysseus. 

### Zweiter Akt
Ein Garten am Meer
Man hört den Chor der Mädchen und der Freier. 
Verwandlung – der Festsaal im Palast von Odysseus
Penelopeia sitzt an ihrem Webstuhl und beklagt ihr Schicksal. Als sie für die Heimkehr ihres Ehemannes betet, erscheint Hyperion. Erschreckt muss Penelopeia erkennen, dass auch dieser sie heiraten will, um König zu werden. Als die anderen Freier herbeieilen und nach einer Entscheidung schreien, verspricht sie ihnen diese für den nächsten Tag. Sie will einen Wettkampf ausrichten und den Sieger will sie heiraten. Als Höhepunkt der Siegesfeier soll die Hochzeit gelten. 

### Dritter Akt
Innenhof des Palastes von Odysseus
Penelopeia erscheint, und der Wettkampf kann beginnen. Er soll mit dem legendären Bogen des Odysseus ausgetragen werden. Als erster versucht sich Telemachos, doch gleich ihm sind auch die Versuche aller anderen vergeblich. Als letzter bittet Odysseus (verkleidet als Bettler) um die Gunst, sein Glück versuchen zu dürfen. Da es sein Bogen ist, kann er diese Aufgabe sehr leicht lösen. Odysseus gibt sich heimlich seinem Sohn Telemachos zu erkennen. Als einer der Verlierer im Zorn eine Fußbank nach ihm wirft, ist dies der willkommene Anlass für die blutige Abrechnung. Mit seinen nun eingetroffenen Gefährten tötet Odysseus alle Freier und bleibt Sieger. Als danach Penelopeia jubelnd in seinen Armen liegt, fällt der Vorhang.